# Hans-Jürgen Hehn
Hans-Jürgen Hehn (1 de octubre de 1944) es un deportista alemán que compitió para la RFA en esgrima, especialista en la modalidad de espada.
Participó en dos Juegos Olímpicos de Verano en los años 1972 y 1976, obteniendo dos medallas de plata en Montreal 1976. Ganó tres medallas en el Campeonato Mundial de Esgrima entre los años 1973 y 1975.

## Palmarés internacional
| Juegos Olímpicos   | Juegos Olímpicos    | Juegos Olímpicos | Juegos Olímpicos   |
| Año                | Lugar               | Medalla          | Prueba             |
| ------------------ | ------------------- | ---------------- | ------------------ |
| 1976               | Montreal (Canadá)   | Medalla de plata | Espada individual  |
| 1976               | Montreal (Canadá)   | Medalla de plata | Espada por equipos |
| Campeonato Mundial |                     |                  |                    |
| Año                | Lugar               | Medalla          | Prueba             |
| 1973               | Gotemburgo (Suecia) | Medalla de oro   | Espada por equipos |
| 1974               | Grenoble (Francia)  | Medalla de plata | Espada por equipos |
| 1975               | Budapest (Hungría)  | Medalla de plata | Espada por equipos |